# Actarjania splendens
Actarjania splendens är en rundmaskart som beskrevs av Hooper 1967. Actarjania splendens ingår i släktet Actarjania och familjen Comesomatidae. Inga underarter finns listade i Catalogue of Life.